# Bert Sakmann
Bert Sakmann (Stoccarda, 12 giugno 1942) è un fisiologo tedesco, premio Nobel per la medicina nel 1991, insieme a Erwin Neher, per aver inventato la tecnica di patch clamp per lo studio dei canali ionici nella cellula.
Nel 1986, sempre insieme a Erwin Neher, vinse il Louisa Gross Horwitz Prize.